# 푸니쿨리, 푸니쿨라
"푸니쿨리, 푸니쿨라"(이탈리아어: Funiculì, Funiculà)는 1880년 루이지 덴자가 작곡하고 피피노 투르코가 작사한 나폴리 음악이다. 이 음악은 1880년 베수비오산에 건설된 최초의 강삭철도(Funicolare)를 기념하기 위해 작곡되어 바로 그 해 선보여졌다. 카사 리코르디(Casa Ricordi)라는 음악 출판사에 의해 발표되었으며 발표된 1년 만에 백만 장 이상이 판매되었다. 발표 이후 여러 분야에서 쓰이며 각색되기도 했다.

## 역사

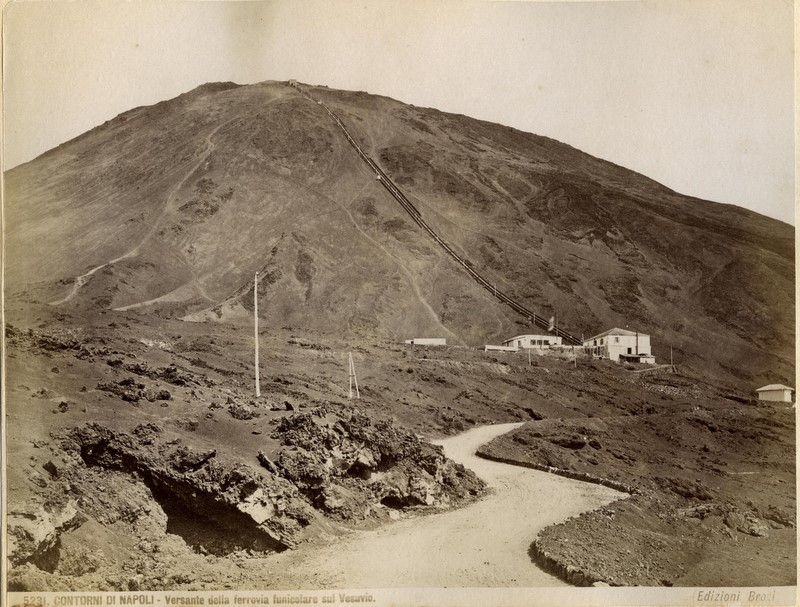
19세기 촬영된 베수비오산의 강삭철도의 모습.

"푸니쿨리, 푸니쿨라"는 1880년 루이지 덴자가 자신의 고향인 카스텔람마레 디 스타비아에서 작곡했으며 저널리스트 피피노 투르코가 가사를 작성했다. 루이지 덴자는 베수비오산의 첫 번째 강삭철도 건설을 기념하기 위해 재미로 노래를 만들도록 한 것은 피피노 투르코의 동기부여 때문이라고 알려져 있다. 이 노래는 카스텔람마레 디 스타비아의 키시사나 호텔 같은 해 피에디그로타 축제에서 덴자와 투르코는 이 노래를 선보였으며, 이탈리아 국내뿐만 아니라 해외에서도 엄청난 인기를 끌었다. 또한 이 노래는 카사 리코르디에 의해 출판되어 출판 1년 동안 백만 장 이상이 판매되었다.
수 년에 걸쳐 "푸니쿨리, 푸니쿨라"는 조셉 슈미트, 에르나 자크, 안나 게르만, 매리오 랜저, 베니아미노 질리, 밀스 브라더스, 카니 프랜시스, 호소노 하루오미, 피셔 합창단, 그레이트풀 데드, 루치아노 파바로티, 안드레아 보첼리, 로드니 데인저필드, 앨빈과 슈퍼밴드, 위글스, 래리 그로스, 야채극장 베지테일, 일 볼로 등의 많은 예술가들에 의해 이용되고 불려졌다. 1960년 로버트 B. 셔먼과 리차드 M. 셔먼은 이 노래의 멜로디에 "드림 보이"(Dream Boy)라는 제목으로 새로운 영어 가사를 썼다. 애넷 푸니셀로는 《이탈리안네트》(Italiannette)라는 이탈리아 음악 앨범에 이 노래를 포함시켜 상당한 성공을 거두었다.

## 가사
| 원문 Aissera, oje Nanniné, me ne sagliette, tu saje addó, tu saje addó Addó 'stu core 'ngrato cchiù dispietto farme nun pò! Farme nun pò! Addó lu fuoco coce, ma se fuje te lassa sta! Te lassa sta! E nun te corre appriesso, nun te struje sulo a guardà, sulo a guardà. (Coro) Jamme, jamme 'ncoppa, jamme jà, funiculì, funiculà, funiculì, funiculà, 'ncoppa, jamme jà, funiculì, funiculà! Né, jamme da la terra a la montagna! Nu passo nc'è! Nu passo nc'è! Se vede Francia, Proceta e la Spagna... Io veco a tte! Io veco a tte! Tirato co la fune, ditto 'nfatto, 'ncielo se va, 'ncielo se va. Se va comm' 'a lu viento a l'intrasatto, guè, saglie, sà! Guè, saglie, sà! (Coro) Se n'è sagliuta, oje né, se n'è sagliuta, la capa già! La capa già! È gghiuta, po' è turnata, po' è venuta, sta sempe ccà! Sta sempe ccà! La capa vota, vota, attuorno, attuorno, attuorno a tte! Attuorno a tte! Stu core canta sempe nu taluorno: Sposamme, oje né! Sposamme, oje né! (Coro) | 해석 어젯밤, 나는 산으로 올라갔다네. 어디인지 아는가. 어디인지 아는가. 무정한 마음에도 더 이상 절망하지 않아 이제 나를 괴롭히지 않아, 괴롭히지 않아. 산은 불을 뿜고 타오르고 있지만, 당신이 도망간다면 불이 붙는건 당신이겠지, 당신이겠지 하지만 내가 당신 곁으로 가면, 타오르지 않겠지 하늘을 보려면, 하늘을 보려면 (합창) 가자, 가자, 꼭대기로 가자 강삭열차는 올라갔다, 내려왔다, 올라갔다, 내려갔다 꼭대기로 가자, 강삭철도는 올라갔다, 내려왔다 여기서 산 꼭대기로 올라가자 한 걸음 더, 한 걸음 더, 프랑스, 프로치다, 스페인이 보이고 난 당신을 봐, 난 당신을 봐 당신은 빛처럼 빠르게 산 꼭대기로 올라가 하늘을 향해, 하늘을 향해 우리는 회오리바람처럼 빠르게 올라갈 거야 어떻게 하지, 어떻게 하지, (합창) 봐, 내사랑 우리는 벌써 올라왔어 바로 꼭대기에! 꼭대기에! 강삭철도는, 돌아갔다, 올라왔다 강삭열차는 언제나 여기 있어, 언제나 여기 있어 꼭대기에서 빙빙 돌고있구나, 계속 빙글빙글 네 주위에서! 주위에서! 이 마음은 항상 노래해, 내사랑 나와 결혼해주시오! 결혼해 주시오! (합창) |

### 내용주
1. ↑  이 베수비오산의 강삭철도는 이후에 1944년 산의 폭발로 인해 파괴되었다.[3]
2. ↑  "푸니쿨리, 푸니쿨라"를 작곡한 루이지 덴자가 이 키니사나 호텔의 소유주의 아들이라는 설이 있다.[4]
3. ↑  호소노 하루오미는 가사를 일본어로 번역했다.
4. ↑  피셔 합창단은 가사를 독일어로 번역했다.

### 참조주
1. 1 2 3  Meloncelli, Raoul (1990). “Luigi Denza”. 《Dizionario Biografico degli Italiani》 (이탈리아어). 2015년 1월 26일에 확인함 – Treccani 경유.
2. ↑  Fuld, James J. (2000). 《The Book of World-famous Music: Classical, Popular, and Folk》 5판. Courier. 240쪽. ISBN 978-0-486-41475-1.
3. ↑  Smith, Paul (March 1998). “Thomas Cook & Son's Vesuvius Railway” (PDF). 《Japan Railway & Transport Review》: 10–15. 2006년 10월 8일에 원본 문서 (PDF)에서 보존된 문서. 2015년 1월 26일에 확인함.
4. ↑  《Nuova Antologia di Lettere, Scienze ed Arti》 (이탈리아어). Direzione della Nuova Antologia. 1908. 576쪽.
5. ↑  Randel, Don Michael (1996). 《The Harvard Biographical Dictionary of Music》. Harvard University Press. 209–210쪽. ISBN 978-0-674-37299-3.
6. ↑  Trager, Oliver (1997). 《The American Book of the Dead》. Simon & Schuster. 12쪽. ISBN 978-0-684-81402-5.
7. ↑  《Catalog of Copyright Entries Series 3》. U.S. Govt. Print. Off. June 1960. 106쪽. Dick Sherman and Bob Sherman. NM; 'new words to P.D. tune"
8. ↑  “The Cashbox Pick of the Week”. 《Cashbox》. 22권 19호. 1961년 1월 21일. 16쪽.
9. ↑  Whitburn, Joel (2008). 《Joel Whitburn Presents Across the Charts: The 1960s》. Record Research. 22쪽. ISBN 978-0-89820-175-8.
10. ↑  “Annette Funicello Dream Boy Chart History”. 《Billboard》. 1961년 2월 27일. 2018년 4월 8일에 확인함.
11. ↑  Bivona, Mike (2013). 《Traveling Around the World with Mike and Barbara Bivona》. iUniverse. 119쪽. ISBN 978-1-4917-1041-8.